# 2018 à la télévision
| Années de la télévision : 2015 - 2016 - 2017 - 2018 - 2019 - 2020 - 2021    |
| Décennies de la télévision : 1980 - 1990 - 2000 - 2010 - 2020 - 2030 - 2040 |

Cet article présente les faits marquants de l'année 2018 à la télévision.

## Événements
- Le 29 janvier : HD1 devient TF1 Séries Films[1]. Nouveaux logos pour les chaines de France Télévisions.
- Le 30 janvier : NT1 devient TFX[2].
- Le 8 février : 1000e épisode de la série Pokémon.
- Le 8 avril : Nolife cesse définitivement d'émettre après 11 années de diffusion[3].
- Le 12 mai : 63e édition du Concours Eurovision de la chanson à Lisbonne au Portugal.
- Le 19 mai : Diffusion du mariage du prince Harry et de l'actrice Meghan Markle.
- Du 14 juin au 15 juillet : Coupe du monde de football en Russie.
- 23 juin : Début de la saison 29 de Fort Boyard sur France 2 présentée par Olivier Minne.
- 1 juillet : Premier épisode de Super Dragon Ball Heroes au Japon.
- 31 juillet : La chaîne Ciné FX cessa d'émettre.
- 27 août : Le journal de la Météo sur France Télévisions obtient un nouveau design et une nouvelle carte de météo  et puis un nouveau décor et nouveau générique sur TF1 pour les journaux de 13H et de 20H.
- Le 3 septembre : Numéro 23 devient RMC Story[4].
- Le 12 octobre : Diffusion du film inédit Bob l'éponge, le film : Un héros sort de l'eau sur Gulli.
- Le 19 novembre : Le nouvel habillage de W9.
- Le 3 décembre : Diffusion du tout dernier épisode de la série Une famille formidable sur TF1.
- Le 31 décembre : La chaîne Vivolta cesse d'émettre après 11 années d'existence[5].
- Créations des chaines TF1+1 et TMC+1

## Émissions
- Diffusion de la saison 7 de The Voice : La Plus Belle Voix sur TF1, présentée par Nikos Aliagas
- Diffusion de la saison 1 de L'Aventure Robinson sur TF1
- Diffusion de la saison 10 des Anges sur NRJ 12
- Diffusion de la saison 7 des Marseillais sur W9
- Diffusion de la saison 9 de Danse avec les stars sur TF1
- Diffusion de la saison 5 de The Voice Kids sur TF1, présentée par Nikos Aliagas
- Diffusion de Koh-Lanta : Le Combat des héros sur TF1, présentée par Denis Brognart
- Diffusion de la saison 1 de La Villa des cœurs brisés : La Bataille des couples sur TFX, présentée par Christophe Beaugrand
- Diffusion de la saison 3 de Ninja Warrior : Le Parcours des héros sur TF1, présentée par Denis Brognart, Christophe Beaugrand et Iris Mittenaere
- Diffusion de la saison 3 de Quotidien sur TMC présentée par Yann Barthès.
- Diffusion de la saison 10 de Touche pas à mon poste ! sur C8, présentée par Cyril Hanouna
- Diffusion de la saison 1 de Wild, la course de survie sur M6.
- Bunny Tonic change de nom et devient Quoi de neuf Bunny ? sur France 3 le 2 septembre 2018.

## Jeux télévisées
- Diffusion de Strike un nouveau jeu diffusé sur la chaîne C8.
- 16 décembre: Fin du jeu télévisé In ze boîte sur Gulli.
- Le 9 novembre, avec une 193e victoire consécutive et une somme de 194100€ de gains, la candidate Marie-Christine du jeu de France 2 Tout le monde veut prendre sa place bat un record en devenant la plus grande gagnante d’un jeu télévisé en France mais aussi du monde en solo [6].
- 7 janvier: Fin du jeu télévisé Harry sur France 3.
- 8 janvier: Retour du jeu Personne n'y avait pensé ! sur France 3 présenté par Cyril Féraud.
- Le jeu télévisé Burger Quiz passe de Canal+ à TMC.

## Séries télévisées

### Diffusées dans les pays anglophones
- Diffusion de la saison 2 de Westworld sur HBO
- Diffusion de la septième et dernière saison de New Girl sur Fox[7],[8] ;
- Diffusion de la quatrième et dernière saison de 12 Monkeys sur Syfy[9] ;
- Diffusion de la cinquième et dernière saison de The Originals sur The CW[10].
- Diffusion de la suite de la septième et dernière saison de Once Upon a Time sur ABC
- Diffusion de la saison  14 de Grey's Anatomy sur ABC
- Diffusion de la saison 5 de Les 100  sur The CW
- Diffusion de la saison 2 de 13 Reasons Why sur Netflix
- Diffusion de la saison 1 de 9-1-1 sur FOX
- Diffusion de la saison 1 de Good Girls sur NBC
- Diffusion des saisons 3 et 4 (dernière saison) de UnREAL sur Lifetime et Hulu
- Diffusion de la onzième et dernière saison de The X-Files sur FOX
- Diffusion de la saison 2 de The Handmaid's Tale sur Hulu
- Diffusion de la saison 1 de Cloak and Dagger sur Freeform
- Diffusion de la troisième et dernière saison de Shadowhunters sur Freeform
- Diffusion de la deuxième saison de Famous In Love sur Freeform
- Diffusion de la saison 3 de Lucifer sur FOX
- Diffusion de la saison 1 de Altered Carbon sur Netflix
- Diffusion de la saison 2 d'American Crime Story sur FX
- Diffusion de la saison 1 de Pose sur FX
- Diffusion de la saison 1 de Reverie sur NBC
- Diffusion de la saison 2 de Claws sur TNT
- Diffusion de la saison 3 de Animal Kingdom sur TNT
- Diffusion de la saison 2 de Santa Clarita Diet sur Netflix
- Diffusion de la saison 2 de La Casa de Papel sur Netflix
- Diffusion de la saison 1 de The Rain sur Netflix
- Diffusion de la saison 1 de Siren sur Freeform
- Diffusion de la saison 2 de The Bold Type sur Freeform
- Diffusion de la saison 1 de The End of The F***ing World sur Netflix
- Diffusion de l'unique saison de Life Sentence sur The CW
- Diffusion de la deuxième partie de la saison 2 de Riverdale sur The CW
- Diffusion de la deuxième partie de la saison 1 de Dynasty sur The CW
- Diffusion de la mini-série The Alienist sur TNT
- Diffusion de la deuxième et dernière saison de Beyond sur Freeform
- Diffusion de la saison 2 de Good Doctor sur ABC
- Diffusion de la saison 3 de Marvel's Daredevil sur Netflix
- Diffusion de la saison 30 des Simpson sur FOX
- Diffusion de la saison 3 de Le Maître du Haut Château sur Prime Video

### Diffusées en France
- Diffusion du crossover Camping Paradis de Joséphine, ange gardien sur TF1
- Diffusion de la saison 3 de Franky sur Gulli
- Diffusion de la saison 5 de Les 100 sur Syfy (France)
- Diffusion de la saison 1 de Kally's Mashup sur Gulli
- Diffusion de Rock Academy sur Gulli
- Diffusion de cinq saisons inédites des Simpson sur W9
- Diffusion de la saison 2 de The Handmaid's Tale sur OCS
- Diffusion de la saison 2 de Westworld sur OCS
- Diffusion des saisons 1 et 2 de Beyond sur Syfy
- Diffusion de la mini-série The Alienist sur Polar +
- Diffusion de la saison 1 de Good Doctor sur TF1
- Diffusion de la saison 2 de Demain nous appartient sur TF1
- Début de diffusion du feuilleton Un si grand soleil sur France 2
- Diffusion de la saison 1 de The Handmaid's Tale sur TF1 Séries Films
- Diffusion de la 15e et ultime saison d'Une famille formidable sur TF1
- Diffusion de la saison 2 de Occupied sur Arte